# Mads Davidsen (biskop)
 For alternative betydninger, se Mads Davidsen. (Se også artikler, som begynder med Mads Davidsen)
Mads Davidsen (født 28. juli 1975) er en dansk teolog som 1. april 2023 efterfulgte Tine Lindhardt som biskop over Fyens Stift.
Davidsen blev teologisk kandidat fra Københavns Universitet i 2003. Han var først præst i Husumvold Pastorat i Københavns Stift. Fra 2007 til 2018 fungerede han som præst tre forskellige steder i Fyens Stift: først i Fredens Kirke i Odense, så i Egense og Øster Skerninge sogne på Sydfyn og endelig som sognepræst i Munkebo Sogn. Derefter var han studielektor på Pastoralseminariet.

## Biskop over Fynes Stift
Den tidligere biskop over Fyens Stift, Tine Lindhardt, meddelte i juni 2022 sin afgang med udgangen af januar 2023. Der var fire kandidater ved valget til efterfølger, og ved første valgrunde 25. januar 2023 kom Mads Davidsen på førstepladsen med 538 stemmer eller 43,60 procent af stemmerne, mens Dorthe Tofte-Hansen blev nummer to med 407 stemmer svarende til 33 procent. De to gik videre til anden runde 1. marts som Mads Davidsen vandt med 698 stemmer mod 492 stemmer til Dorthe Tofte-Hansen. 83,4 procent af de 1.438 stemmeberettigede ved bispevalget deltog i valget.
Davidsen tiltrådte som biskop 1. april 2023 og blev bispeviet 2. april i Odense Domkirke.

## Privat
Davidsen er gift og bor med sin kone og to børn i Odense.